# Arquidiócesis de Malinas-Bruselas
La arquidiócesis de Malinas-Bruselas (en latín: Archidioecesis Mechliniensis-Bruxellensis, en francés: Archidiocèse de Malines-Bruxelles y en neerlandés: Aartsbisdom Mechelen-Brussel) es una circunscripción eclesiástica de la Iglesia católica en Bélgica. Se trata de una arquidiócesis latina, sede metropolitana de la provincia eclesiástica de Malinas-Bruselas. Desde el 22 de junio de 2023 su arzobispo y primado de Bélgica es Luc Terlinden.

## Territorio y organización

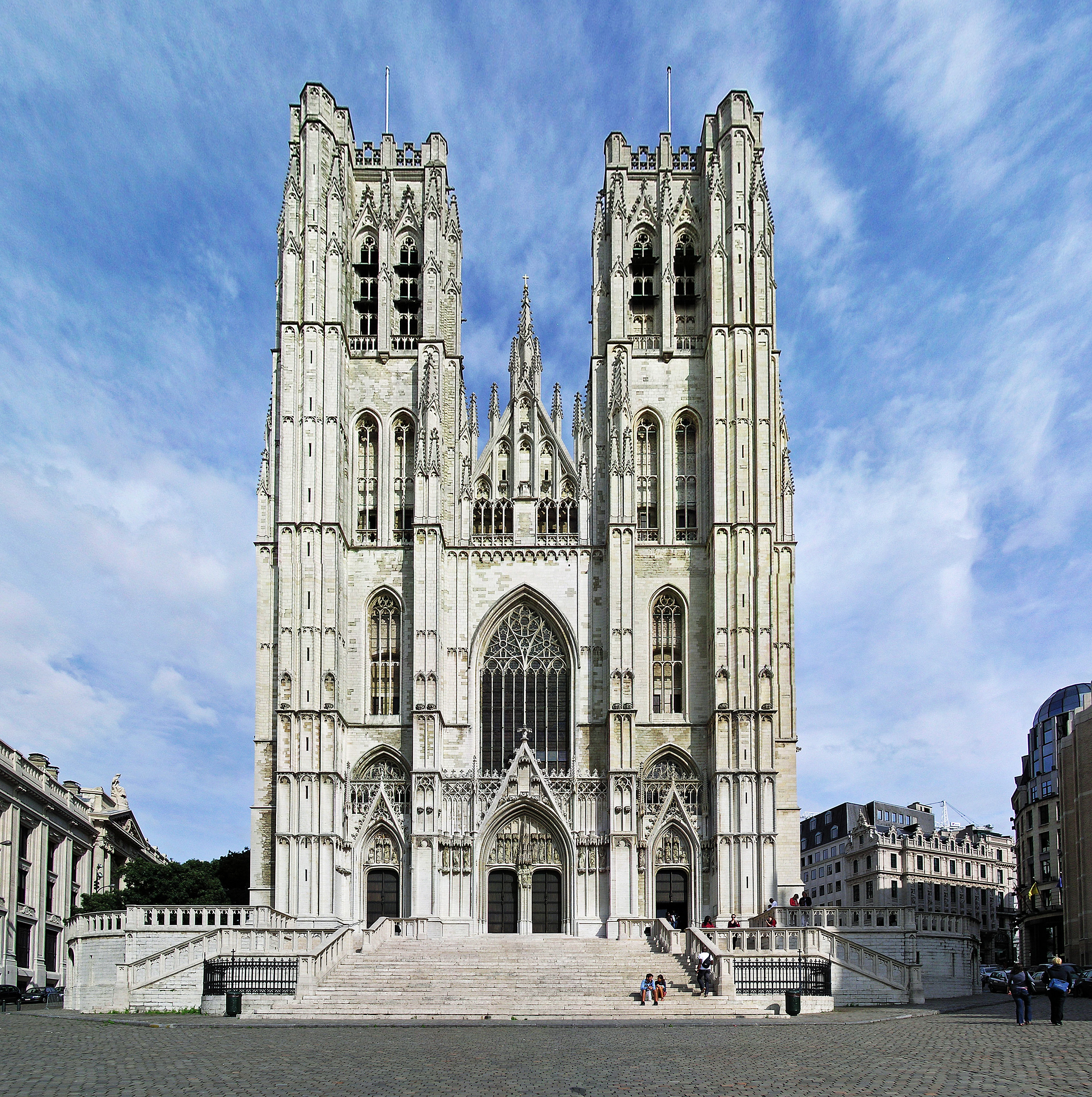
Concatedral de San Miguel y Santa Gúdula, en Bruselas

La arquidiócesis tiene 3635 km² y extiende su jurisdicción sobre los fieles católicos de rito latino residentes en la provincia del Brabante Flamenco, la provincia del Brabante Valón y la región de Bruselas-Capital; además pertenecen a la arquidiócesis 8 municipios de la provincia de Amberes, que constituyen la mayor parte del distrito de Malinas, y a excepción de los cantones de Lier y de Heist-op-den-Berg, que hacen parte de la diócesis de Amberes.

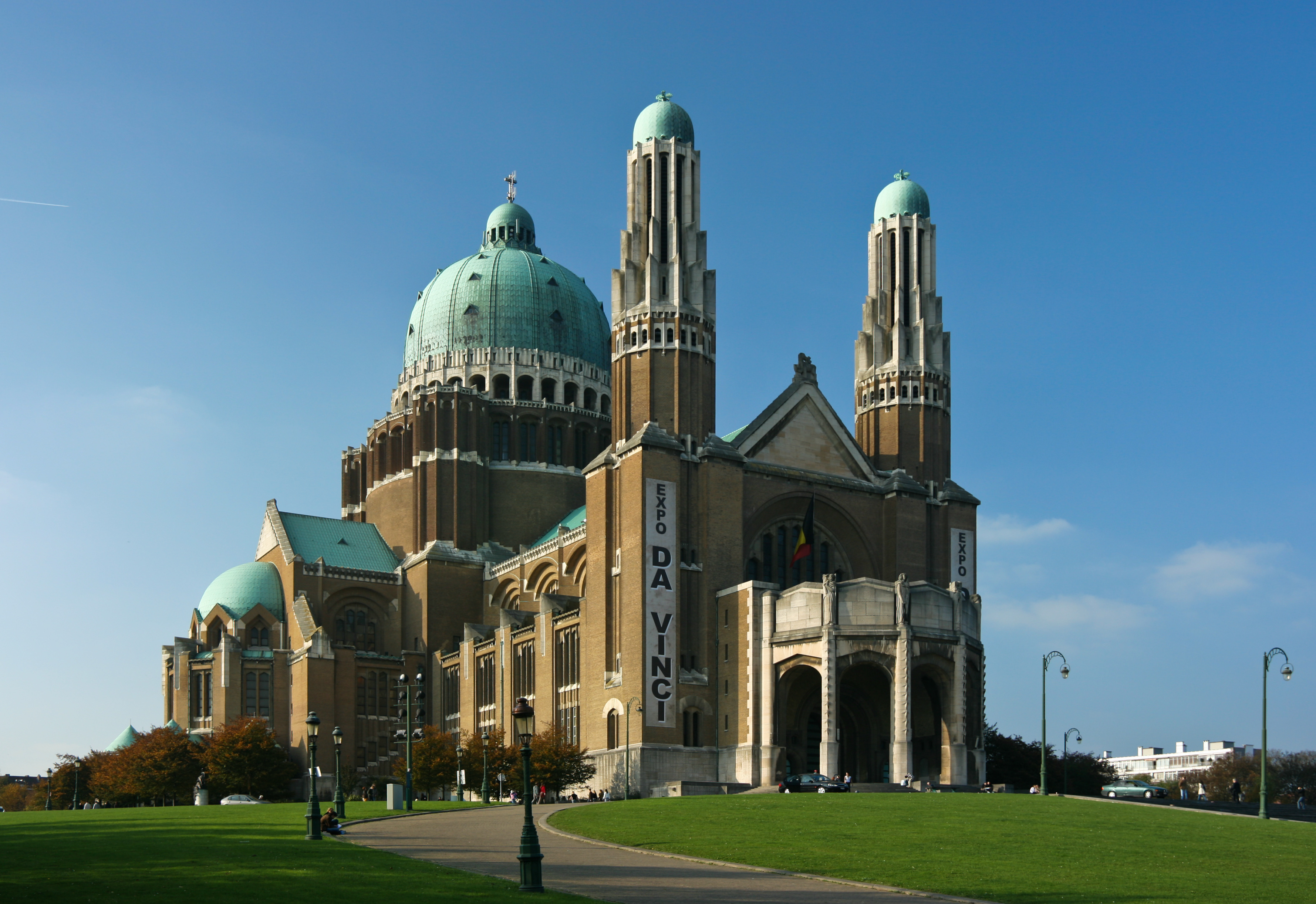
Basílica del Sagrado Corazón, en Koekelberg

La sede de la arquidiócesis se encuentra en la ciudad de Malinas, en donde se halla la Catedral de San Rumoldo. En Bruselas la iglesia más importante es la Concatedral de San Miguel y Santa Gúdula, que se encuentra en el centro a poca distancia de la Grand Place. En el territorio existen 7 basílicas menores: de Nuestra Señora de Hanswijk, en Malinas; de Nuestra Señora, en Scherpenheuvel-Zichem; de Nuestra Señora de la Consolación, en Vilvoorde; del Sagrado Corazón, en Koekelberg; de Nuestra Señora de la Paz y de la Concordia, en Wavre; de San Martín, en Halle; y de San Servacio, en Grimbergen.

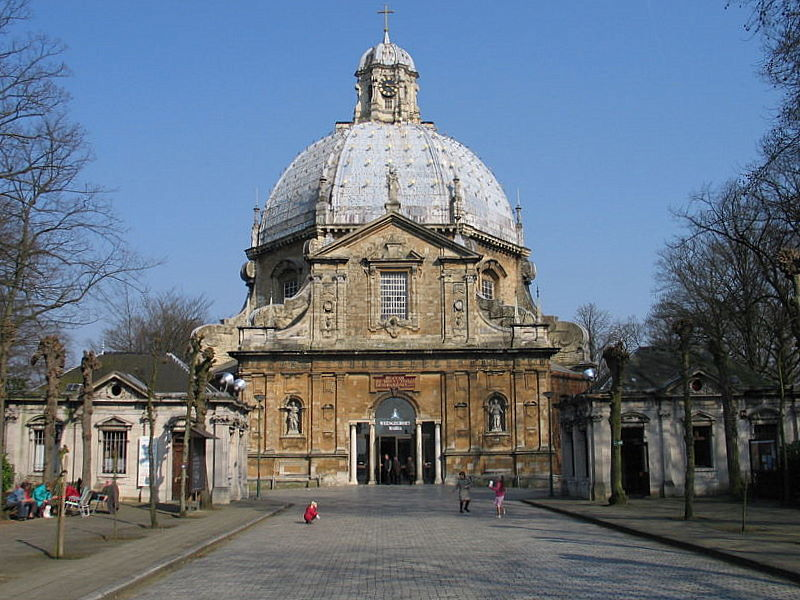
Basílica de Nuestra Señora, en Scherpenheuvel

La arquidiócesis tiene como sufragáneas a las diócesis de: Amberes, Brujas, Gante, Hasselt, Lieja, Namur y Tournai.

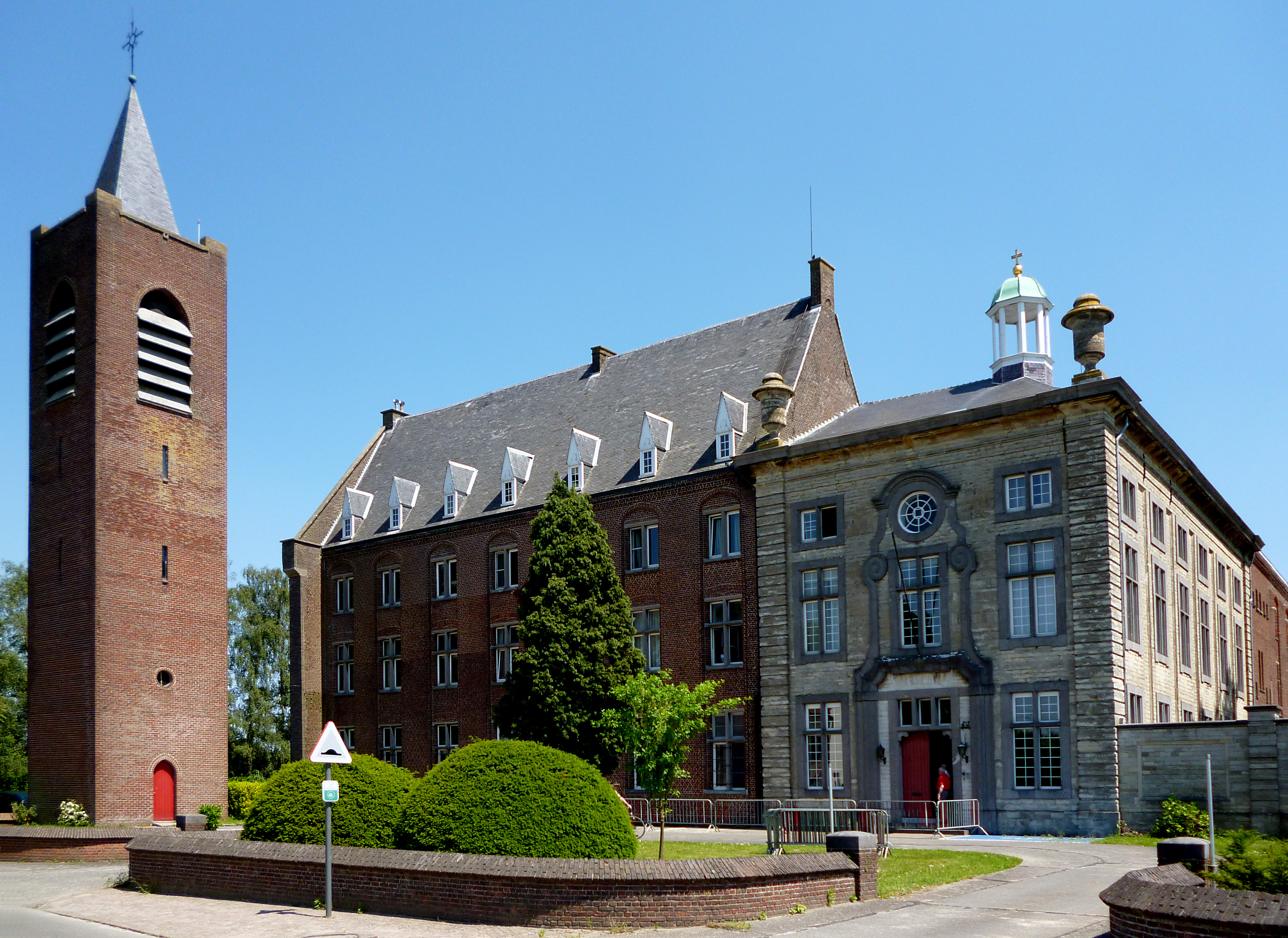
Abadía de Affligem

En 2021 en la arquidiócesis existían 573 parroquias, agrupadas en 3 vicariatos y 37 decanatos. Los 3 vicariatos coinciden con las subdivisiones lingüísticas de la arquidiócesis: el vicariato bilingüe de Bruselas, el vicariato del Brabante Valón de lengua francesa, y el vicariato del Brabante Flamenco y Malinas de lengua flamenca. Al frente de cada vicariato es colocado un obispo auxiliar.

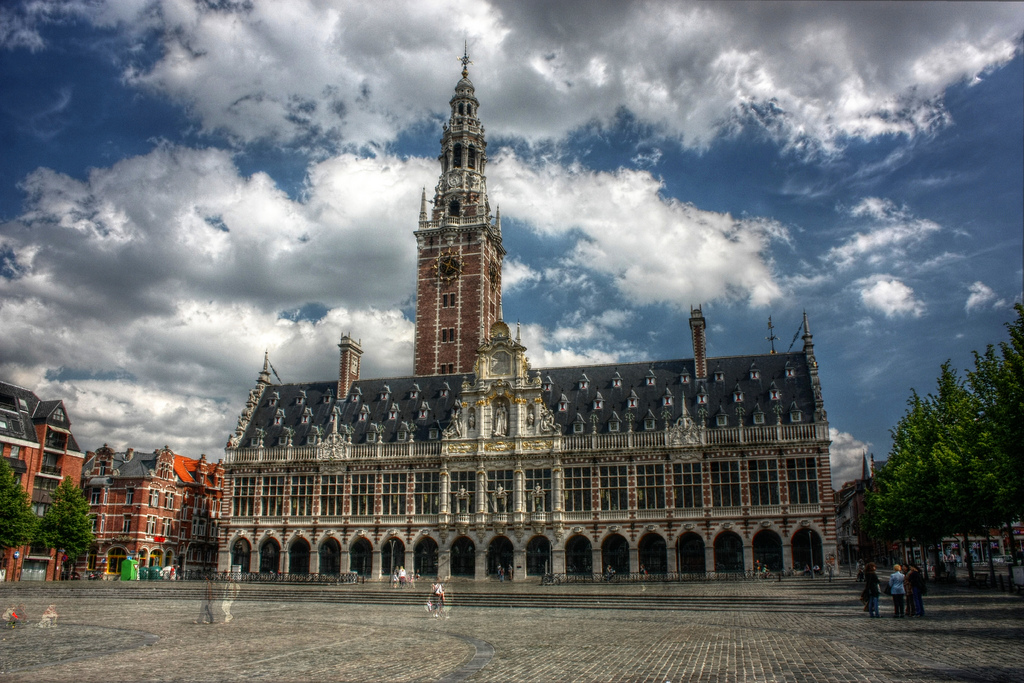
Biblioteca de la Universidad Católica de Lovaina

## Historia
En el siglo XVI, para contrarrestar mejor la Reforma protestante, así como para resolver problemas políticos y lingüísticos de larga data, los Países Bajos y los Países Bajos del Sur sufrieron una modificación sustancial de la geografía eclesiástica, que se había mantenido sin cambios desde la época carolingia. Con la bula Super universas del 12 de mayo de 1559, el papa Paulo IV reorganizó las circunscripciones eclesiásticas de la región y estableció catorce nuevas diócesis, incluida la arquidiócesis metropolitana de Malinas, con territorio derivado del de las diócesis de Cambrai y Lieja. Originalmente tuvo como sufragáneas a las diócesis de Amberes, Brujas, Gante, Ypres, Bolduque y Roermond, todas erigidas en la misma fecha.
El papa Pío IV, con dos bulas especiales, organizó la nueva sede metropolitana de Malinas. El 11 de marzo de 1561, con la bula Ex iniuncto nobis, definió los límites de la nueva diócesis, el número de localidades que componían su territorio y estableció el cabildo catedralicio. El día anterior, con la bula Romanus Pontifex, el papa asignó la abadía benedictina de Affligem como dotación para el mantenimiento del arzobispo. Con estas bulas, el pontífice reconoció el título de primado de Bélgica al arzobispo de Malinas. En 1596 la arquidiócesis se dividió en once decanatos (doyennés): Malinas, Bruselas, Lovaina, Leeuw-Saint-Pierre, Leeuw-Saint-Léonard, Diest, Tirlemont, Alost, Grammont, Renaix y Oosterzele.
El primer metropolitano fue el cardenal Antoine Perrenot de Granvelle, quien se vio obligado a exiliarse en 1564 por sus estrechos vínculos con el rey español Felipe II. El verdadero organizador de la nueva arquidiócesis fue Matthias Hovius, quien introdujo la reforma deseada por el Concilio de Trento, instituyó el seminario arzobispal e hizo publicar a los jesuitas el catecismo, que fue la base para la instrucción religiosa de los fieles hasta el siglo XX.
La Revolución francesa también tuvo importantes consecuencias para la arquidiócesis de Malinas. El ocupante francés confiscó el palacio arzobispal que fue vendido; y el cardenal Joannes-Henricus von Franckenberg murió en el exilio en Breda en 1804. El concordato de 1801 entre Napoleón y el papa Pío VII normalizó las relaciones entre la Iglesia y el Estado. Con la bula Qui Christi Domini del 29 de noviembre de 1801, la diócesis de Amberes fue suprimida y su territorio anexado al de Malinas, que pasó a extenderse sobre los departamentos franceses, hoy desaparecidos, de Dyle y Due Nèthes.
Al mismo tiempo, se revisó totalmente la provincia eclesiástica de Malinas, pasando a incluir las diócesis de Tournai, Gante, Namur, Lieja, Aquisgrán, Tréveris y Diócesis de Maguncia. En 1821 Malinas perdió las diócesis alemanas, y desde entonces la provincia eclesiástica incluyó sólo las diócesis de Bélgica.
El 22 de marzo de 1803 cedió una parte de su territorio para la erección del vicariato apostólico de Breda (hoy diócesis de Breda). El 27 de mayo de 1834 la diócesis de Brujas fue restablecida como sufragánea de Malinas mediante la bula Romanae Ecclesiae del papa Gregorio XVI.
El cardenal Engelbert Sterckx fundó la Universidad Católica de Malinas en 1834, trasladada al año siguiente a Lovaina, en sustitución de la antigua Universidad de Lovaina, fundada en el siglo XV y que contó con Jansenio entre sus más ilustres rectores.
Durante el episcopado de Desiré-Félicien-François-Joseph Mercier, entre diciembre de 1921 y marzo de 1925, tuvieron lugar en Malinas las llamadas conversaciones de Malinas, deseadas y presididas por el cardenal; fueron una serie de cinco reuniones informales entre representantes de la Iglesia católica y la Iglesia anglicana para examinar los puntos de acuerdo y los de desacuerdo, encaminados a una posible reunificación entre las dos Iglesias.
El 8 de diciembre de 1961, en virtud de la bula Christi Ecclesia del papa Juan XXIII, cedió otra porción de territorio para la restauración de la diócesis de Amberes, sufragánea de la diócesis madre, y al mismo tiempo asumió su nombre actual.
El cardenal Léon-Joseph Suenens fue uno de los grandes protagonistas del Concilio Vaticano II; también fue responsable de la reorganización de la arquidiócesis en tres vicariatos lingüísticos.
El 31 de mayo de 1967 se instituyó la diócesis de Hasselt mediante la bula Qui christianorum del papa Pablo VI, sufragánea de Malinas-Bruselas; al mismo tiempo, el territorio de la arquidiócesis se expandió con la adición del municipio de Landen tomado de la diócesis de Lieja.

## Estadísticas
Según el Anuario Pontificio 2022 la arquidiócesis tenía a fines de 2021 un total de 1 894 700 fieles bautizados.
| Año                                                                             | Población            | Población | Población      | Sacerdotes | Sacerdotes    | Sacerdotes    | Bautizados por sacerdote | Diáconos permanentes | Religiosos | Religiosos | Parroquias |
| Año                                                                             | Bautizados católicos | Total     | % de católicos | Total      | Clero secular | Clero regular | Bautizados por sacerdote | Diáconos permanentes | Varones    | Mujeres    | Parroquias |
| ------------------------------------------------------------------------------- | -------------------- | --------- | -------------- | ---------- | ------------- | ------------- | ------------------------ | -------------------- | ---------- | ---------- | ---------- |
| 1950                                                                            | ?                    | 3 093 819 | ?              | 5315       | 3186          | 2129          | ?                        |                      | 4546       | 16 202     | 895        |
| 1969                                                                            | ?                    | 2 326 496 | ?              | 1925       | 1925          | ?             |                          |                      |            | 6780       | 658        |
| 1980                                                                            | 2 278 000            | 2 504 000 | 91.0%          | 3541       | 1554          | 1987          | 643                      | 68                   | 2408       | 6474       | 657        |
| 1990                                                                            | 2 000                | 2 373 526 | 84.3%          | 2513       | 1273          | 1240          | 795                      | 89                   | 1778       | 4965       | 687        |
| 1999                                                                            | 1 600 000            | 2 470 918 | 64.8%          | 2216       | 1067          | 1149          | 722                      | 95                   | 1586       | 3750       | 677        |
| 2000                                                                            | 1 800 000            | 2 500 000 | 72.0%          | 2165       | 1022          | 1143          | 831                      | 105                  | 1654       | 3534       | 677        |
| 2001                                                                            | 1 800 000            | 2 514 185 | 71.6%          | 2120       | 977           | 1143          | 849                      | 101                  | 1528       | 3380       | 677        |
| 2002                                                                            | 1 600 000            | 2 513 783 | 63.6%          | 2076       | 934           | 1142          | 770                      | 105                  | 1525       | 3274       | 677        |
| 2003                                                                            | 1 600 000            | 2 508 873 | 63.8%          | 2053       | 911           | 1142          | 779                      | 100                  | 1477       | 3139       | 677        |
| 2004                                                                            | 1 600 000            | 2 500 000 | 64.0%          | 2034       | 892           | 1142          | 786                      | 98                   | 1452       | 2972       | 678        |
| 2013                                                                            | 1 801 000            | 2 815 842 | 64.0%          | 1812       | 670           | 1142          | 993                      | 88                   | 1448       | 1657       | 659        |
| 2016                                                                            | 1 818 000            | 2 842 000 | 64.0           | 1743       | 601           | 1142          | 1043                     | 91                   | 1423       | 1847       | 645        |
| 2019                                                                            | 1 886 000            | 2 950 000 | 63.9           | 1515       | 509           | 1006          | 1244                     | 92                   | 1286       | 1473       | 593        |
| 2021                                                                            | 1 894 700            | 2 963 730 | 63.9           | 1437       | 431           | 1006          | 1318                     | 91                   | 1280       | 1204       | 573        |
| Fuente: Catholic-Hierarchy, que a su vez toma los datos del Anuario Pontificio. |                      |           |                |            |               |               |                          |                      |            |            |            |

## Episcopologio
- Antoine Perrenot de Granvelle † (10 de marzo de 1561-24 de enero de 1583 renunció)
- Joannes Hauchin † (24 de enero de 1583-5 de enero de 1589 falleció)
  - Sede vacante (1589-1595)
- Matthias Hovius † (25 de septiembre de 1595-30 de mayo de 1620 falleció)
- Jacobus Boonen † (13 de octubre de 1621-31 de mayo de 1655 falleció)
- Andreas Cruesen † (9 de abril de 1657-8 de noviembre de 1666 falleció)
- Joannes Wachtendonck † (12 de marzo de 1668-25 de junio de 1668 falleció)
  - Sede vacante (1668-1670)
- Alphonse de Berghes † (17 de noviembre de 1670-7 de junio de 1689 falleció)
- Humbertus Guilielmus de Precipiano † (8 de mayo de 1690-9 de junio de 1711 falleció)
- Thomas Philip Wallrad d'Alsace-Boussut de Chimay † (16 de diciembre de 1715-5 de enero de 1759 falleció)
- Joannes-Henricus von Franckenberg † (28 de mayo de 1759-20 de noviembre de 1801 renunció)
- Jean-Armand de Bessuéjouls Roquelaure † (14 de abril de 1802-25 de marzo de 1808 renunció)
- Dominique-Georges-Frédéric Dufour de Pradt † (27 de marzo de 1809-16 de septiembre de 1815 renunció)[nota 5]
- François-Antoine-Marie de Méan † (28 de julio de 1817-15 de enero de 1831 falleció)
- Engelbert Sterckx † (24 de febrero de 1832-4 de diciembre de 1867 falleció)
- Victor-Auguste-Isidore Dechamps, C.SS.R. † (20 de diciembre de 1867-29 de septiembre de 1883 falleció)
- Pierre-Lambert Goossens † (24 de marzo de 1884-25 de enero de 1906 falleció)
- Desiré-Félicien-François-Joseph Mercier † (21 de febrero de 1906-23 de enero de 1926 falleció)
- Jozef-Ernest Van Roey † (12 de marzo de 1926-6 de agosto de 1961 falleció)
- Léon-Joseph Suenens † (24 de noviembre de 1961-4 de octubre de 1979 retirado)
- Godfried Danneels † (19 de diciembre de 1979-18 de enero de 2010 retirado)
- André-Joseph Léonard (18 de enero de 2010-6 de noviembre de 2015 retirado)
- Jozef De Kesel, (6 de noviembre de 2015 -22 de junio de ""2023"" retirado)
- Luc Terlinden, Desde el 22 de junio de 2023 (electo)